# Marinha Grande
Marinha Grande (mɐ'ɾiɲɐ 'gɾɐ̃d(ɨ)) è un comune portoghese di 35 571 abitanti situato nel distretto di Leiria.

## Società

### Evoluzione demografica
Popolazione di Marinha Grande (1920 – 2004)
Abitanti censiti

## Freguesias
- Marinha Grande
- Moita
- Vieira de Leiria